# Conclave del 1623

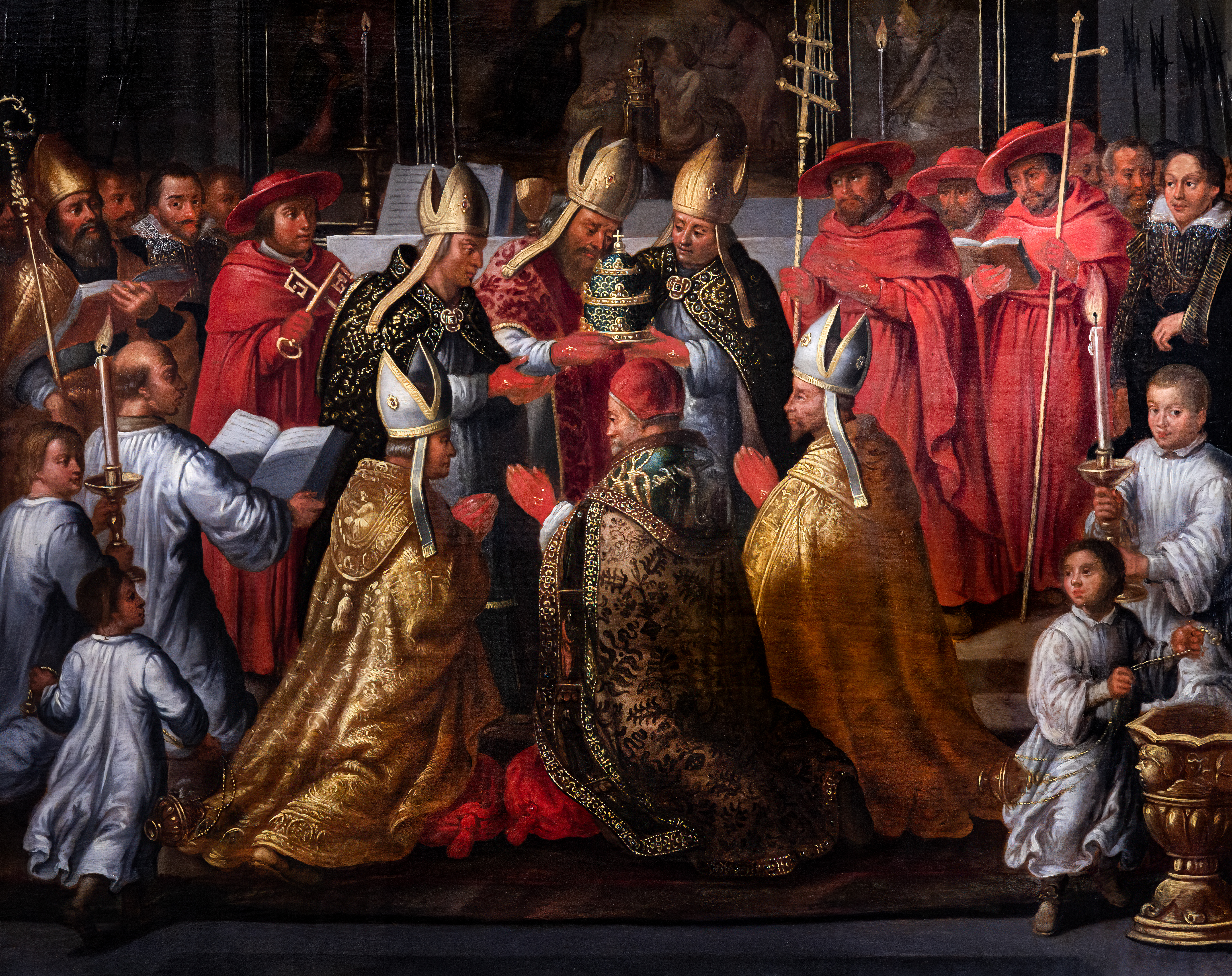
Incoronazione di papa Urbano VIII nel 1623

Il conclave del 1623 venne convocato a seguito della morte del papa Gregorio XV, avvenuta a Roma l'8 luglio 1623.
Si svolse nella Cappella Sistina dal 19 luglio al 6 agosto e, dopo trentasette scrutini, venne eletto papa il cardinale Maffeo Barberini, che assunse il nome di Urbano VIII. L'elezione venne annunciata dal cardinale protodiacono Alessandro d'Este.

## Il conclave
Dopo la morte di papa Gregorio XV (al secolo Alessandro Ludovisi), il collegio cardinalizio, proseguendo l'operato del defunto pontefice, aveva tentato di arginare le ingerenze degli stati cattolici nell'elezione pontificia.
Spagna, Francia e Austria, infatti, ad ogni elezione, esercitavano la loro decisiva influenza tramite i rispettivi cardinali presenti in conclave. Contro queste interferenze, Gregorio XV aveva emanato nel 1621 la bolla Aeterni Patris, seguita, l'anno successivo, dalla bolla Decet Romanorum Pontificem, in cui veniva riaffermata: la necessità della clausura durante il conclave; l'obbligo dell'elezione a maggioranza dei due terzi del Sacro Collegio, e tutta una serie di atti formali a garanzia degli obblighi citati.
Ma le aspettative di riportare l'elezione papale nell'esclusivo ambito ecclesiastico, per effetto degli atti emanati da papa Gregorio, andarono deluse quando giunse il momento di eleggere il suo successore.
Il Sacro Collegio si riunì in Conclave il 19 luglio del 1623 e subito cominciarono le schermaglie tra le due fazioni presenti, quella filofrancese e quella filospagnola, disattendendo totalmente quanto papa Ludovisi aveva stabilito mediante le due Bolle emanate qualche anno prima. I lavori del Conclave erano condizionati, tra l'altro, anche dalle vicende del grande conflitto in corso nell'Europa centrale che aveva avuto inizio nel 1618 e che è noto come "guerra dei trent'anni", ovvero un grande conflitto di religione che avrebbe causato un'autentica decimazione di genti e di città.
Il Conclave era nelle mani della Spagna che lo gestiva da giorni e giorni attraverso un autentico gioco ad eliminazione, fin quando la grande calura estiva, unita ad un'epidemia di malaria che aveva cominciato a decimare i porporati non indusse il Sacro Collegio a far convergere i voti necessari sul nome del cardinal Maffeo Barberini, fiorentino, cinquantacinquenne. Circa un quarto dei cardinali riuniti in conclave morì tra il 1623 e i primi mesi del 1624 per gli effetti dell'epidemia. Lo stesso neoeletto si ammaló e guarì dopo alcune settimane, motivo per cui l'incoronazione avvenne solo alla fine di Settembre. 
Il Barberini scelse il nome di Urbano VIII e venne incoronato all'interno della Basilica Vaticana, oramai completata, il giorno 29 settembre.

### Cardinali presenti
Il Sacro Collegio era composto di 67 cardinali, ma soltanto 55 presero parte al Conclave, che risultò così composto:

## Composizione del Sacro Collegio

### Cardinali presenti in conclave
| Nome                                          | Paese                          | Titolo                                                      | Ruolo | Nascita    | Concistoro  |
| --------------------------------------------- | ------------------------------ | ----------------------------------------------------------- | --- | ---------- | ----------- |
| Antonio Maria Sauli                           | Repubblica di Genova           | Cardinale vescovo di Ostia e Velletri                       | Decano del Collegio cardinalizio; Prefetto della Congregazione dei Vescovi e Regolari; Governatore di Velletri                                                                                | 1541       | 18/12/1587  |
| Francesco Maria Bourbon del Monte Santa Maria | Repubblica di Venezia          | Cardinale vescovo di Porto e Santa Rufina                   | Vice-decano del Collegio Cardinalizio; Prefetto della Congregazione dei Riti | 05/07/1549 | 14/12/1588  |
| Francesco Sforza di Santa Fiora               | Ducato di Parma e Piacenza     | Cardinale vescovo di Frascati                               | Legato apostolico emerito | 06/11/1562 | 12/12/1583  |
| Giovanni Battista Deti                        | Ducato di Modena e Reggio      | Cardinale vescovo di Albano                                 | | 16/02/1580 | 03/03/1599  |
| Odoardo Farnese                               | Stato Pontificio               | Cardinale vescovo di Sabina                                 | Abate commendatario di Grottaferrata | 08/12/1573 | 06/03/1591  |
| Ottavio Bandini                               | Granducato di Toscana          | Cardinale vescovo di Palestrina                             | Prefetto della Congregazione dei Vescovi e Regolari | 25/10/1558 | 05/06/1596  |
| Alessandro d'Este                             | Ducato di Modena e Reggio      | Cardinale diacono di Santa Maria in Via Lata                | Cardinale protodiacono; Vescovo di Reggio Emilia | 05/05/1568 | 03/03/1599  |
| Federico Borromeo                             | Ducato di Milano               | Cardinale presbitero di Santa Maria degli Angeli            | Arcivescovo metropolita di Milano | 18/08/1564 | 18/12/1587  |
| Scipione Caffarelli-Borghese                  | Stato Pontificio               | Cardinale presbitero di San Crisogono                       | Arciprete della Basilica di San Giovanni in Laterano; Abate commendatario di Subiaco; Penitenziere Maggiore; Arciprete della Basilica di San Pietro in Vaticano                               | 01/09/1577 | 18/07/1605  |
| Melchior Khlesl                               | Arciducato d'Austria           | Cardinale presbitero di San Silvestro in Capite             | Amministratore apostolico di Wiener Neustadt; Vescovo di Vienna | 19/02/1552 | 02/12/1615  |
| Maffeo Barberini                              | Granducato di Toscana          | Cardinale presbitero di Sant'Onofrio                        | Prefetto del Supremo Tribunale della Segnatura Apostolica; Camerlengo del Collegio Cardinalizio; eletto papa                                                                                  | 05/04/1568 | 11/09/1606  |
| Guido Bentivoglio                             | Stato Pontificio               | Cardinale presbitero di Santa Maria del Popolo              | Vescovo di Riez | 04/10/1579 | 11/01/1621  |
| Giovanni Garzia Mellini                       | Granducato di Toscana          | Cardinale presbitero dei Santi Quattro Coronati             | Segretario della Congregazione della Romana e Universale Inquisizione; Vicario generale di Sua Santità                                                                                        | 1562       | 11/09/1606  |
| Marcello Lante                                | Stato Pontificio               | Cardinale presbitero dei Santi Quirico e Giulitta           | Vescovo di Todi | 1561       | 11/09/1606  |
| Eitel Friedrich von Hohenzollern-Sigmaringen  | Sacro Romano Impero            | Cardinale presbitero di San Lorenzo in Panisperna           | Vescovo di Osnabrück | 25/09/1582 | 11/01/1621  |
| Francesco Boncompagni                         | Regno di Napoli                | Cardinale diacono di Sant'Angelo in Pescheria               | Legato apostolico di Perugia e dell'Umbria; Vescovo di Fano | 21/01/1592 | 19/04/1621  |
| Fabrizio Verallo                              | Stato Pontificio               | Cardinale presbitero di Sant'Agostino                       | Vescovo di San Severo | 1560       | 24/11/1608  |
| Giambattista Leni                             | Stato Pontificio               | Cardinale presbitero di Santa Cecilia                       | Vescovo di Ferrara; Arciprete della Basilica Liberiana di Santa Maria Maggiore | 1573       | 24/11/1608  |
| Gabriel Trejo y Paniagua                      | Regno di Spagna                | Cardinale presbitero di San Bartolomeo all'Isola            | Vescovo di Malaga | 26/06/1562 | 02/12/1615  |
| Domenico Ginnasi                              | Stato Pontificio               | Cardinale presbitero dei Santi XII Apostoli                 | Nunzio apostolico emerito in Spagna | 19/06/1551 | 09/06/1604  |
| Decio Carafa                                  | Regno di Napoli                | Cardinale presbitero dei Santi Giovanni e Paolo             | Arcivescovo metropolita di Napoli | 1556       | 17/08/1611  |
| Ludovico Ludovisi                             | Stato Pontificio               | Cardinale presbitero di San Lorenzo in Damaso               | Vice-Cancelliere di Santa Romana Chiesa; Abate commendatario di Nonantola; Legato apostolico di Avignone; Arcivescovo metropolita di Bologna; Prefetto della Congregazione di Propaganda Fide | 27/10/1595 | 15/02/1621  |
| Domenico Rivarola                             | Repubblica di Genova           | Cardinale presbitero dei Santi Silvestro e Martino ai Monti | Arcivescovo di Nazareth in Barletta e vescovo di Canne e Monteverde | 1575       | 17/08/1611  |
| Antonio Caetani                               | Stato Pontificio               | Cardinale presbitero di Santa Pudenziana                    | Arcivescovo metropolita di Capua | 27/12/1566 | 19/04/1621  |
| Bonifazio Bevilacqua Aldobrandini             | Ducato di Modena e Reggio      | Cardinale presbitero di Santa Maria in Trastevere           | Vescovo di Cervia | 04/04/1571 | 03/03/1599  |
| Giovanni Doria                                | Repubblica di Genova           | Cardinale diacono di Sant'Adriano al Foro                   | Arcivescovo metropolita di Palermo | 24/03/1573 | 09/06/1604  |
| Pier Paolo Crescenzi                          | Stato Pontificio               | Cardinale presbitero dei Santi Nereo e Achilleo             | Vescovo di Orvieto | 1572       | 17/08/1611  |
| Francesco Sacrati                             | Stato Pontificio               | Cardinale presbitero di San Matteo in Merulana              | Datario di Sua Santità; Vescovo di Cesena | 27/02/1567 | 19/04/1621  |
| Giacomo Serra                                 | Repubblica di Genova           | Cardinale presbitero di Santa Maria della Pace              | Legato apostolico di Ferrara | 1570       | 17/08/1611  |
| Agostino Galamini                             | Stato Pontificio               | Cardinale presbitero di Santa Maria in Ara Coeli            | Vescovo di Osimo | 1553       | 17/08/1611  |
| Gaspar de Borja y Velasco                     | Regno di Spagna                | Cardinale presbitero di Santa Croce in Gerusalemme          | Ambasciatore Spagnolo nello Stato Pontificio | 26/06/1589 | 17/08/1611  |
| Felice Centini, O.F.M.Conv.                   | Stato Pontificio               | Cardinale presbitero di Sant'Anastasia                      | Vescovo di Macerata e Tolentino | 1562       | 17/08/1611  |
| Roberto Ubaldini                              | Granducato di Toscana          | Cardinale presbitero dei Santi Bonifacio e Alessio          | Vescovo di Montepulciano; Legato apostolico di Bologna | 05/06/1581 | 02/12/1615  |
| Tiberio Muti                                  | Stato Pontificio               | Cardinale presbitero di Santa Prisca                        | Vescovo di Viterbo e Tuscania; Cardinale protettore dell'Almo Collegio Capranica | 1574       | 02/12/1615  |
| Carlo Gaudenzio Madruzzo                      | Principato vescovile di Trento | Cardinale presbitero di San Cesareo in Palatio              | Principe-vescovo di Trento | 1562       | 09/06/1604  |
| Giulio Savelli                                | Stato Pontificio               | Cardinale presbitero di Santa Sabina                        | Vescovo di Ancona e Numana | 1574       | 02/12/1615  |
| Maurizio di Savoia                            | Ducato di Savoia               | Cardinale diacono di Sant'Eustachio                         | Abate commendatatrio di Sainte-Marie-d'Aulps | 10/01/1593 | 10/12/1607  |
| Ippolito Aldobrandini                         | Stato Pontificio               | Cardinale diacono di Santa Maria Nuova                      | Camerlengo di Santa Romana Chiesa | 30/09/1592 | 19/04/1621  |
| Francesco Cennini de' Salamandri              | Granducato di Toscana          | Cardinale presbitero di San Marcello                        | Vescovo di Amelia | 21/11/1566 | 11/01/1621ù |
| Ottavio Ridolfi                               | Stato Pontificio               | Cardinale presbitero di Sant'Agnese in Agone                | Vescovo di Agrigento | 24/03/1582 | 05/09/1622  |
| Cosimo de Torres                              | Stato Pontificio               | Cardinale presbitero di San Pancrazio fuori le mura         | Prefetto della Congregazione del Concilio | 28/06/1584 | 05/09/1622  |
| Pietro Campori                                | Ducato di Modena e Reggio      | Cardinale presbitero di San Tommaso in Parione              | Vescovo di Cremona | 1553       | 19/09/1616  |
| Marco Antonio Gozzadini                       | Stato Pontificio               | Cardinale diacono di Sant'Agata alla Suburra                | Vescovo di Faenza | 28/08/1574 | 21/07/1621  |
| Matteo Priuli                                 | Repubblica di Venezia          | Cardinale presbitero di San Marco                           | Abate commendatario di Vangadizza | 1577       | 19/09/1616  |
| Scipione Cobelluzzi                           | Stato Pontificio               | Cardinale presbitero di Santa Susanna                       | Archivista di Santa Romana Chiesa; Bibliotecario di Santa Romana Chiesa | 1564       | 19/09/1616  |
| Pietro Valier                                 | Repubblica di Venezia          | Cardinale presbitero di San Salvatore in Lauro              | Nunzio apostolico nel Granducato di Toscana; Arcivescovo metropolita di Candia | 1574       | 11/01/1621  |
| Giulio Roma                                   | Ducato di Milano               | Cardinale presbitero di Santa Maria sopra Minerva           | Vescovo di Recanati e Loreto | 16/09/1584 | 11/01/1621  |
| Cesare Gherardi                               | Stato Pontificio               | Cardinale presbitero di San Pietro in Montorio              | Vescovo di Camerino | 1577       | 11/01/1621  |
| Desiderio Scaglia, O.P.                       | Repubblica di Venezia          | Cardinale presbitero di San Clemente                        | Vescovo di Como | 1567       | 11/01/1621  |
| Stefano Pignatelli                            | Stato Pontificio               | Cardinale presbitero di Santa Maria in Via                  | | 1578       | 11/01/1621  |
| Lucio Sanseverino                             | Regno di Napoli                | Cardinale diacono di Santo Stefano al Monte Celio           | Arcivescovo metropolita di Salerno | 21/01/1564 | 21/07/1621  |
| Carlo de' Medici                              | Granducato di Toscana          | Cardinale diacono di Santa Maria in Domnica                 | Prevosto di Santo Stefano di Prato | 19/03/1595 | 02/12/1615  |
| Andrea Baroni Peretti Montalto-               | Stato Pontificio               | Cardinale diacono di San Lorenzo in Lucina                  | Cardinale protopresbitero | 29/11/1572 | 05/06/1596  |
| Luigi Capponi                                 | Granducato di Toscana          | Cardinale presbitero di San Pietro in Vincoli               | Arcivescovo metropolita di Ravenna | 1583       | 24/11/1608  |
| Carlo Emmanuele Pio di Savoia                 | Ducato di Modena e Reggio      | Cardinale diacono di San Nicola in Carcere                  | Legato apostolico della Marca Anconitana | 05/01/1585 | 09/06/1604  |

### Cardinali fuori Conclave
Altri 12 cardinali facenti parte del Sacro Collegio furono assenti:
- Franz Seraph von Dietrichstein, arcivescovo di Olomouc
- François d'Escoubleau de Sourdis, arcivescovo di Bordeaux
- Antonio Zapata y Cisneros
- François de La Rochefoucauld, vescovo di Senlis
- Baltasar Moscoso y Sandoval, vescovo di Jaén
- Alessandro Orsini
- Francisco Gómez de Sandoval y Rojas, duca di Lerma
- Ferdinando d'Austria, Infante di Spagna
- Louis de Nogaret de La Valette d'Épernon, arcivescovo di Tolosa
- Agostino Spinola
- Armand-Jean du Plessis de Richelieu
- Alfonso de la Cueva-Benavides y Mendoza-Carrillo